# Dzongkha
Le dzongkha (dzongkha : རྫོང་ཁ་) est une variante du tibétain classique qui sert de langue officielle au Bhoutan ; les autres langues couramment pratiquées au Bhoutan sont le tshangla et le népalais. Dzongkha signifie la langue (kha) parlée dans la forteresse (dzong), allusion aux monastères-forteresses établis par le shabdrung Ngawang Namgyal, l'unificateur du Bhoutan, dans la première moitié du XVIIe siècle.

## Classification et langues apparentées
Le dzongkha est classé dans les langues tibétiques méridionales et est partiellement intelligible avec le sikkimais, ainsi que d'autres langues du Bhoutan, telles que le brokkat, le brokpa, le chocangaca et le lakha.
Le dzongkha a une relation linguistique étroite avec le j'umowa, qui est parlé dans la vallée de Chumbi au sud du Tibet. Il a une relation beaucoup plus éloignée avec le tibétain standard. Le dzongkha parlé et le tibétain sont mutuellement intelligibles à environ 50% à 80%. Les formes littéraires du tibétain de Lhassa et du dzongkha sont toutefois très influencées par la langue tibétaine classique liturgique connue au Bhoutan sous le nom de chöke et employée depuis des siècles par les moines. Autrefois langue de l'éducation au Bhoutan, le chöke a été remplacé au début des années 1960 par le dzongkha dans l'enseignement public.

## Diffusion
Le dzongkha et ses dialectes sont la langue vernaculaire de huit régions occidentales du Bhoutan (à savoir Wangdue Phodrang, Punakha, Thimphu, Gasa, Paro, Haa, Dagana, et Chukha). On en trouve également des locuteurs près de la ville indienne de Kalimpong, laquelle faisait autrefois partie du Bhoutan. Le dzongkha est la langue véhiculaire dans les régions du Sud et de l'Est.
La langue est enseignée à l'école avec l'anglais. Comme certaines matières sont enseignées uniquement en anglais (les mathématiques, les sciences, etc.), le dzongkha subit une concurrence directe qui ne lui est actuellement pas favorable.

## Utilisation en informatique
Le 19 juillet 2006, a été lancé DzongkhaLinux, le premier système informatique gérant complètement la langue nationale du pays, selon le ministre de l'Information et de la Communication du gouvernement royal du Bhoutan, Lyonpo Leki Dorji. Fondé sur le projet Debian, il a été développé au Bhoutan.
Les polices de caractères dzongkha sont identiques à celles du tibétain.
Des applications logicielles, telles que GNOME, OpenOffice.org et Mozilla Firefox, ont été traduites.
En octobre 2005, une note interne de la société Microsoft a interdit l'usage du terme dzongkha dans les logiciels de l'entreprise et le matériel promotionnel, lui substituant l'expression Tibetan - Bhutan (tibétain - Bhoutan) à la place. International Campaign for Tibet cite la note interne qui affirme que le terme dzongkha « implique une affiliation avec le dalaï-lama, ce qui n'est pas acceptable pour le gouvernement de la République populaire de Chine »,. Ce « lien » entre le mot dzongkha et le dalaï-lama est en fait une erreur.
Pourtant, le Bhoutan a toujours été indépendant des dalaï-lamas même si ses habitants suivent en majorité le bouddhisme tibétain,. Les Bhoutanais ont dénoncé l'expression tibétain - Bhoutan, qu'ils qualifient d'erronée. Des linguistes considèrent que le mot « dzongkha » n'a pas d'association particulière avec le dalaï-lama.

## Exemples
Quelques mots en dzongkha :
- Bonjour : Kuzu Zangpo.
- Comment allez-vous ? : Ga de bay ye ?
- Comment vous appelez-vous ? : Chhoe gi ming ga chi mo?
- Je m'appelle Jean : Nge gi ming Jean in.
- Je viens de Belgique : Nga Belgium lay in.
- Où sont les toilettes ? : Chhabsang ga ti mo ?
- Combien ça coûte ? : Di gi gong ga dem chi mo ?
- Veuillez baisser le prix : Gong Aa tsi phab nang.
- OK je l'achète : Toob, Nga gi nyo ge.
- Merci : Kadrin chhe.
- Au revoir : Shoo lay log jay ge.

Quelques nombres en dzongkha :
- Un : Chi
- Deux : Nyi
- Trois : Sum
- Quatre : Zhi
- Cinq : Nga
- Six : Dru
- Sept : Du-in
- Huit : Gay
- Neuf : Gu
- Dix : Chu Tham

## Le dzongkha au cinéma
En 2016, l'Internet Movie Database recensait neuf films tournés dans cette langue :
- 1960 : Begon in het paradijs, Het
- 1962 : Prinsesje op de erwt, Het, de Chencho Dorji
- 1989 : Gasa lamai singye, d'Ugyen Wangdi
- 2003 : Nyen dang dra, de Gyem Dorji
- 2003 : Voyageurs et Magiciens (Travellers and Magicians), de Khyentse Norbu
- 2005 : Muti thrishing, de Pelden Dorji et Tshering Gyeltshen
- 2005 : Lengo, de Chencho Dorji
- 2006 : 49th Day, de Namgay Retty
- 2016 : Dakini (Honeygiver Among the Dogs), de Dechen Roder